# Mark Dismore

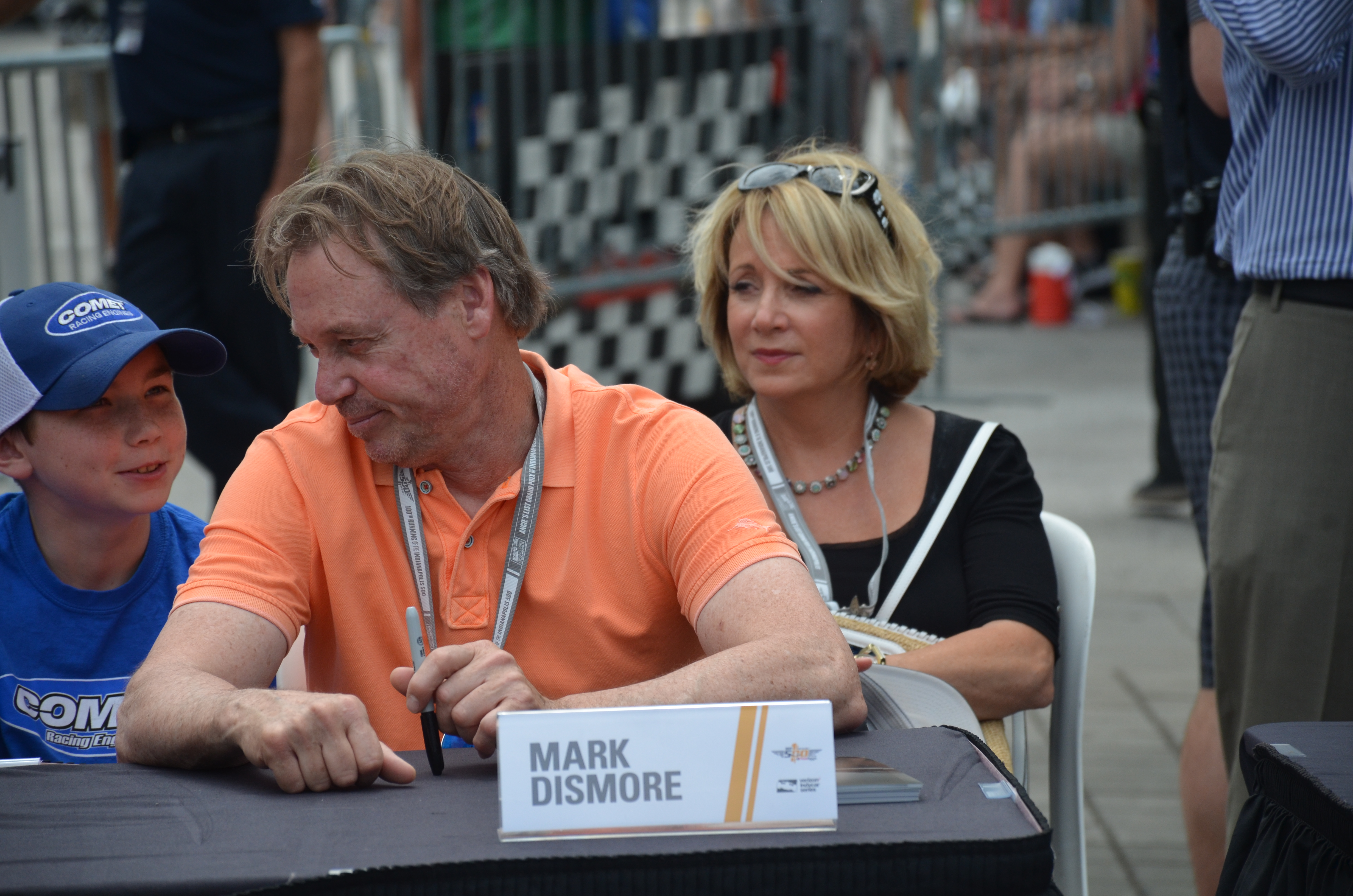
Mark Dismore bei einer Autogrammstunde im Rahmen des 500-Meilen-Rennens von Indianapolis 2016

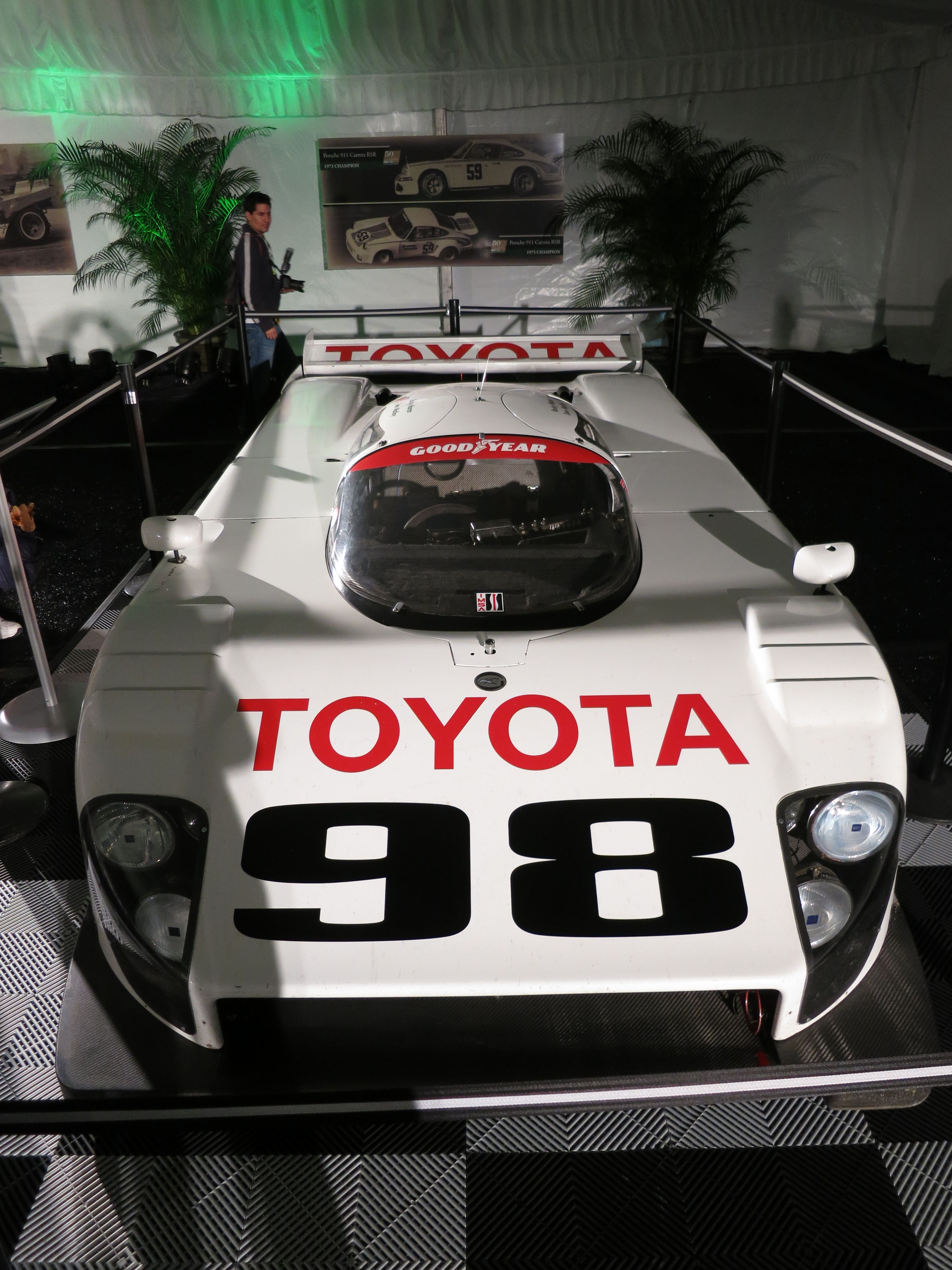
Eagle MkIII mit der Startnummer 98; Siegerwagen von Rocky Moran, P. J. Jones und Mark Dismore beim 24-Stunden-Rennen von Daytona 1993

Mark Austin Dismore (* 12. Oktober 1956 in Greenfield) ist ein ehemaliger US-amerikanischer Autorennfahrer und Unternehmer.

## Karriere als Rennfahrer
Die Karriere von Mark Dismore begann 1973 im Kartsport, als er im Alter von 17 Jahren die Gesamtwertung der Super Nationals Open Light Series gewann. In den 1980er-Jahren begann seine Monopostokarriere. Er fuhr in US-amerikanischen Formel Super-Vau-Rennserien und bestritt 1989 sein erstes Rennen in der CART-Serie. Sein Debüt hatte er beim Honda Indy 200 at Mid-Ohio auf dem Mid-Ohio Sports Car Course in Lexington, wo er als 24. durch das Ziel ging (Rennsieger war Teo Fabi im Porsche 2708 CART). Im selben Jahr wurde er Gesamtdritter in der Pacific Division der Atlantic Championship. 1990 wurde er Gesamtsieger dieser Meisterschaft.
1991 ging er auf einem Penske PC-17 für das Arciero Racing in der CART-Serie an den Start, wo im Qualifikationstraining zum 500-Meilen-Rennen von Indianapolis die Karriere abrupt unterbrochen wurde. Beim Ausgang von Turn 4 prallte der Penske in die Begrenzungsmauer. Beim zweiten Einschlag des sich drehenden Wagens wurde die Vorderseite so stark beschädigt, dass die Beine des Fahrers ungeschützt aus dem Fahrzeug ragten. Dinsmore erlitt schwere Verletzungen im Nacken und mehrere Beinbrüche. Nach einem Jahr wieder genesen behinderten ihn die Nackenverletzungen in den folgenden Jahren. Jahrelang konnte er wegen der extremen Fliehkräfte, die vor allem bei Ovalrennen entstehen, kaum im Monoposto starten.
Die Absenz vom Monoposto führte zu Erfolgen im Sportwagensport. 1993 gewann er gemeinsam mit Rocky Moran und P. J. Jones auf einem von Dan Gurney gemeldeten Eagle MkIII das 24-Stunden-Rennen von Daytona. Auch beim 24-Stunden-Rennen von Le Mans und dem 12-Stunden-Rennen von Sebring war er am Start. In Le Mans wurde der 1996 mit Price Cobb und Shawn Hendricks Gesamtzehnter im Chrysler Viper GTS-R. In Sebring war die beste Platzierung der 16. Gesamtrang 1995.
1996 kehrte er über die  Indy Racing League in den Monopostosport zurück. Dismore fuhr bis 2002 in der Serie. Seine erfolgreichste Saison hatte er 1999, als er den Meisterschaftslauf auf dem Texas Motor Speedway gewann und die Meisterschaft hinter Greg Ray und Kenny Bräck als Gesamtdritter beendete. Neunmal war er beim 500-Meilen-Rennen von Indianapolis gemeldet. Seinen besten Startplatz hatte er 1999 mit dem Fünften (im Rennen erreichte er den 16. Rang). 2000 ging er als Elfter ins Rennen und kam auf dieser Position auch ins Ziel. Es war sein bestes Ergebnis in Indianapolis, wo in diesem Jahr Juan Pablo Montoya für Chip Ganassi Racing gewann.

## Unternehmer
Nach dem Ende der aktiven Karriere mit dem Ablauf der Saison 2002 kehrte Mark Dismore zu seinen Kartingwurzeln zurück. Er gründete eine Kartschule in New Castle und ein Vertriebsunternehmen in seiner Heimatstadt Greenfield. Auf der Kartbahn wurden regelmäßig internationale Rennen veranstaltet, unter anderen der Dan Wheldon Cup, ein 200-Meilen-Kartrennen in Anerkennung an den 2011 tödlich verunglückten Dan Wheldon, an dem aktive IndyCar-Piloten teilnahmen. Bei seinen Kartveranstaltungen war auch Dismore wieder als Fahrer am Start.

## Statistik

### Le-Mans-Ergebnisse
| Jahr | Team                         | Fahrzeug             | Teamkollege | Teamkollege     | Platzierung | Ausfallgrund |
| ---- | ---------------------------- | -------------------- | ----------- | --------------- | ----------- | ------------ |
| 1996 | Canaska Southwind Motorsport | Chrysler Viper GTS-R | Price Cobb  | Shawn Hendricks | Rang 10     |              |

### Sebring-Ergebnisse
| Jahr | Team                          | Fahrzeug           | Teamkollege    | Teamkollege      | Platzierung | Ausfallgrund    |
| ---- | ----------------------------- | ------------------ | -------------- | ---------------- | ----------- | --------------- |
| 1995 | Brix Racing                   | Oldsmobile Cutlass | Calvin Fish    | Darin Brassfield | Rang 16     |                 |
| 1996 | Canaska Southwind Motorsports | Dodge Viper GTS-R  | Trevor Seibert | Price Cobb       | Rang 30     |                 |
| 1999 | Doran Enterprises             | Ferrari 333SP      | Tommy Kendall  | Jim Matthews     | Ausfall     | Getriebeschaden |